# برج پتروناس ۳
برج پتروناس ۳ (انگلیسی: Petronas Tower 3) ساختمان اداری ۶۰ طبقه مستقر در شهر کوالا لامپور، مالزی است، که در سال ۲۰۱۱ احداث گردید.